# す

平假名す（清音）

平假名ず（濁音）

片假名ス（清音）

片假名ズ（濁音）

平假名す和片假名ス是日語的假名之一，由一个音节组成。在日语五十音图中排第3行第3个（さ行う段）的位置。す（平假名）和ス（片假名）是清音，其對應的濁音為ず（平假名）和ズ（片假名）。

## 筆劃順序

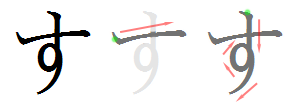
平假名す的筆劃順序

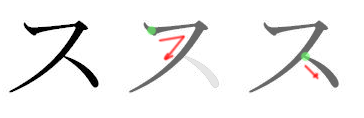
片假名ス的筆劃順序

## 關於す和ス
| 現代日語發音     | 由1個辅音和1個元音形成/sɯᵝ/音，其對應的濁音本為/zɯᵝ/音，但已经和づ合并为/dzɯᵝ/ |
| 五十音顺序       | 第13位                                                                         |
| 伊吕波顺序       | 第47位，「せ」之后、「ん」之前                                                 |
| 平假名「す」字源 | 「寸」字的草書                                                                 |
| 片假名「ス」字源 | 「須」字的草書的右下部件                                                       |
| 日语罗马字       | ：平文式罗马字：su 训令式罗马字：su ：平文式罗马字：zu 训令式罗马字：zu        |
| 点字             |                                                                                |
| 通话表           | 「すずめのス」                                                                 |
| 摩尔斯电码       | ▄                                                                              |